# Georg Bätzing
Georg Bätzing (Kirchen, 13 de abril de 1961) é um bispo católico romano da Diocese de Limburgo desde 18 de setembro de 2016. Em 3 de março de 2020 foi nomeado presidente da Conferência dos Bispos Alemães.

## Vida
Georg Bätzing é filho de um funcionário de ferrovia e uma dona de casa estabelecidos em Niederfischbach (Altenkirchen), uma localidade no chamado "Trierischer Island", um enclave entre a Diocese de Tréveris, a Arquidiocese de Colônia, a Arquidiocese de Paderborn e a Diocese de Limburgo. Bätzing descreve a sua família como "completamente católica". Na infância foi coroinha e cantava no coro da igreja, trabalhou como organista e com o grupo litúrgico da sua cidade natal.
Bätzing é primo da política Sabine Bätzing-Lichtenthäler.

### Atividade pastoral
Depois de se formar no ensino médio em 1980 no Freiherr-vom-Stein-Gymnasium em Betzdorf, ele ingressou no seminário diocesano de Tréveris. Completou seus estudos em teologia e filosofia na Universidade de Tréveris e na Universidade de Freiburg im Breisgau em 1985 com diploma em teologia católica. Um ano depois, recebeu o diaconato e completou o estágio diaconal em St. Wendel, no Saarland. Em 18 de julho de 1987, foi ordenado sacerdote em Tréveris e trabalhou até 1990 como capelão na igreja de peregrinação da Visitação em Klausene na paróquia de St. Josef em Koblenz. Em seguida, ocupou o cargo de sub-reitor no seminário de Tréveris, que exerceu até 1996. No mesmo ano, ele foi promovido ao doutorado com um trabalho dogmático sobre aspectos eclesiológicos da ideia de Purificação e entrou na posição de Regens.
Além de seu trabalho como Regens, ele também foi responsável pelo planejamento e implementação de treinamento para líderes de seminários nos países de língua alemã, bem como diretor do trabalho eucarístico, comunidade de oração e apoio para profissões espirituais na Diocese de Tréveris. Além disso, foi presidente do conselho de fundação da August Doerner Foundation, dentro do seminário St. Lambert em Lantershofen. Em novembro de 2005, ele foi nomeado pelo Papa Bento XVI como capelão de Sua Santidade (Monsenhor). De 2002 a 2012, foi conselheiro espiritual do semanário diocesano, Paulinus. Em 1 de novembro de 2012, Bätzing foi nomeado Vigário Geral do Bispo. Ele assumiu esta posição do Prelado Georg Holkenbrink, que ocupava esse cargo desde 2005.

### Bispo de Limburgo
Após a sua eleição pelo capítulo da catedral de Limburgo, Georg Bätzing foi nomeado pelo Papa Francisco em 1 de julho de 2016 como sucessor de Franz-Peter Tebartz-van Elst e o 13º Bispo de Limburgo. A consagração e inauguração ocorreram em 18 de setembro 2016, cujo principal consagrante foi o então Arcebispo de Colônia, Dom Rainer Maria Woelki; os principais co-consagrantes foram o então administrador apostólico da Diocese de Limburgo, o então Bispo Auxiliar Manfred Grothe, e o então bispo de Tréveris, Stephan Ackermann.
Em 20 de setembro de 2016, os membros da Conferência dos Bispos Alemães o elegeram como presidente da subcomissão para o diálogo inter-religioso da mencionada Conferência. Além disso, Bätzing pertence à Igreja Mundial da Comissão.
Em 3 de março de 2020, foi eleito presidente da Conferência Episcopal Alemã, para um mandato de seis anos.
Em 2022, o Cardeal George Pell apelou à Congregação para a Doutrina da Fé para que repreendesse publicamente o Cardeal Jean-Claude Hollerich, relator geral do Sínodo do Vaticano sobre a sinodalidade, e o Bispo Georg Bätzing pela sua “rejeição completa e explícita” do ensinamento da Igreja sobre a ética sexual.

### Brasão episcopal
A cruz vermelha em um fundo de prata no campo esquerdo da crista do bispo de Georg Bätzing é o brasão de sua diocese de casa de Tréveris e parte do brasão da diocese de Limburgo. O dragão com a espada que descansa no campo vermelho ao lado destaca por São Jorge, padroeiro do bispado de Limburgo e santo padroeiro do bispo. A cornucopia de prata com minério de prata no campo inferior azul é tirada do brasão da cidade natal de Bätzing, Niederfischbach. Pretende-se simbolizar o trabalho das pessoas na antiga mineração deste lugar e - como uma possível interpretação - o esforço na Igreja para despertar a fé em Deus e manter-se vivo. A palestra passa atrás e o chapéu de prelado acima do brasão indica que pertence a um cristão.

## Obras
- Ekklesiologische Aspekte des Läuterungsgedankens, Trierer theologische Studien 56, Trier: Paulinus, 1996, ISBN 978-3-7902-1284-6

- Die Eucharistie als Opfer der Kirche (1986)
- Kirche im Werden (1996)
- Suchbewegungen (2000)
- Helfer im Einsatz Gottes (2001)
- Der Kreuzweg Jesu Christi (2003)
- Bleib doch bei uns, Herr (2005)
- Das Leben ausloten (2006)
- Gott der kleinen Leute (2007)
- Es gibt keine größere Liebe (2007)
- Nachgefragt. Hilfen zum Verständnis des christlichen Glaubens (2008)
- Beten üben. Anleitung zu einer christlichen Gebetspraxis (2009)
- Das Trierer Christusgebet. Entstehung, Auslegung und Praxis eines Elementes bistumseigener Gebetstradition (2010)
- Jesus Christus, Heiland und Erlöser. Impulse auf dem Weg der Erlösung (2011)
- Kommt, wir beten ihn an! Impulsheft zur Feier des Ewigen Gebetes und für die eucharistische Anbetung im Zugehen auf die Heilig-Rock-Wallfahrt 2012, hrsg. vom Wallfahrtsbüro, Georg Bätzing und Elisabeth Beiling (2011)

## Links da Web
- Literatura de e sobre Georg Bätzing (em alemão) no catálogo da Biblioteca Nacional da Alemanha
- Cheney, David M. «bishop» (em inglês). Catholic-Hierarchy.org
- Bistum Limburg: Aufzeichnung der Bischofsweihe für das Fernsehen no YouTube.